# Padan Fajin
Padan Fajin is een personage uit de boekenserie Rad des Tijds geschreven door Robert Jordan.

## Samenvatting van Padans verhalen
Padan Fajin is een Duistervriend die jaarlijks als marskramer met zijn kraam naar Tweewater reist. In dienst van de Duistere is hij de man die een Myrddraal en een vuist vol Trolloks Tweewater in leidt op zoek naar de Herrezen Draak. Baas Fajin is naar Shayol Ghul gebracht waar hij dusdanig bewerkt werd waardoor hij alsmaar naar Rhand Altor, de Herrezen Draak getrokken werd als zijnde een speurhond van de Duistere. Wanneer Fajin Rhand Altor en zijn vrienden volgt tot in de bouwvallen van Shadar Logoth wordt hij aangevallen door Mordeth. Het doel van diens aanval was om de ziel van Fajin over te nemen zodat hij weer vrij was om zijn oude kwaad de wereld in te brengen, maar deze aanval pakt anders uit dan verwacht. Omdat het kwaad van de Duistere in Fajin aanwezig was ontstond er een soort samensmelting van het kwaad van de Duistere en het kwaad van Mordeth die niet geheel het ene of het andere kwaad was. Hierdoor verkreeg Fajin enkele onbekende en zeer gevaarlijke gaven. Als Fajin/Mordeth maakte hij jacht op de dolk die Mart Cauton uit Shadar Logoth meenam. Er wordt jacht gemaakt op Fajin/Mordeth door verzakers en door Rhand Altor. Fajin overheerst Myrddraal, Trolloks en Duistervrienden, verkrijgt het commando over een actie van de Kinderen van het Licht in Tweewater en heeft macht over Machin Shin, de Zwarte Wind die als een levensgevaarlijke manifestatie van het kwaad op de Saidinwegen rondwaart.